# Adenifera
Adenifera is een monotypisch mosdiertjesgeslacht uit de familie van de Calloporidae en de orde Cheilostomatida. De wetenschappelijke naam ervan is in 1917 voor het eerst geldig gepubliceerd door Ferdinand Canu en Ray Smith Bassler.

## Soort
- Adenifera armata (Haswell, 1881)